# Almanach
Almanach è il terzo album dei Malicorne, pubblicato dalla Hexagone Records nel 1976.
Il disco fu registrato nella primavera del 1976 al Acousti Studio, Saint-Germain-des-Prés, Parigi (Francia).

## Tracce
Brani tradizionali (eccetto dove indicato), arrangiamento e adattamento: Malicorne
Lato A
1. Salut à la compagnie – 0:55
2. Quand j'étais chez mon père – 3:39
3. Margot – 0:56 (Gabriel Yacoub (testi, arrangiamento e adattamento), Malicorne (musica))
4. Les Tristes Noces – 7:42 – Assieme al gruppo La Bamboche
5. Voici venir le joli mai – 0:24
6. Voici la Saint Jean – 3:10
7. Le Luneux – 4:58

Lato B
1. Branle de la hale – 2:05 (Malicorne (musica, terzo movimento))
2. Quand je menal mes chevaux boire – 4:36
3. La Fille au cresson – 3:37 (Gabriel Yacoub (musica))
4. L'Écolier assassin – 8:35
5. Noël est arrivé – 2:00

Edizione CD del (data non riportata), pubblicato dalla Hexagone Records (193682)
Brani tradizionali (eccetto dove indicato), arrangiamento e adattamento: Malicorne
1. Salut à la compagnie – 0:55
2. Quand j'étais chez mon père – 3:39
3. Margot – 0:56 (Gabriel Yacoub (testi, arrangiamento e adattamento), Malicorne (musica))
4. Les Tristes Noces – 7:42
5. Voici venir le joli mai – 0:24
6. Voici la Saint Jean – 3:10
7. Le Luneux – 4:58
8. Branle de la hale – 2:05 (Malicorne (musica, terzo movimento))
9. Quand je menal mes chevaux boire – 4:36
10. La Fille au cresson – 3:37 (Gabriel Yacoub (musica))
11. L'Écolier assassin – 8:35
12. Noël est arrivé – 2:00
13. La Fiancée du timbalier – 5:49 – Bonus Track

## Musicisti
- Gabriel Yacoub - chitarra elettrica, chitarra acustica, mandoloncello, dulcimer, voce
- Marie Yacoub - ghironda, dulcimer elettrico, dulcimer acustico, spinetta dei vosgi (zither), salterio (con archetto), voce
- Laurent Vercambre - violino, violoncello, tastiere, dulcimer elettrico, mandolino, voce
- Hughes De Courson - basso, cromorno, flauto dolce, percussioni, tastiere, voce